# Diocèse de Luebo
Le diocèse de Luebo (en latin : Dioecesis Lueboënsis) est un diocèse catholique de République démocratique du Congo, suffragant de l'archidiocèse de Kananga. 

## Territoire
C'est dans la ville de Luebo que se trouve la cathédrale Saint Jean-Baptiste, siège épiscopal. En 2021, le territoire est divisé en 28 paroisses.

## Histoire
Le vicariat apostolique de Luebo est créé le 25 avril 1959 par la bulle Secus ac terrestria du pape Jean XXIII, à partir de territoires de l'actuel archidiocèse de Kananga.
Le 10 novembre de la même année, le vicariat apostolique est érigé en diocèse par la bulle Cum parvulum. Il devient alors suffragant de l'archidiocèse de Luluabourg, devenu archidiocèse de Kananga en 1972. 

## Chronologie des évêques
- Joseph Ngogi Nkongolo (25 avril 1959 - 3 mai 1966)
- François Kabangu wa Mutela (26 septembre 1967 - 10 décembre 1987)
- Emery Kabongo Kanundowi (10 décembre 1987 - 14 août 2003), archevêque ad personam
- Pierre-Célestin Tshitoko Mamba, depuis le 7 janvier 2006

## Statistiques
| année | baptisés  | population totale | pourcentage | prêtres (total) | prêtres séculiers | prêtres réguliers | catholiques par prêtre | diacres | religieux | religieuses | paroisses |
| ----- | --------- | ----------------- | ----------- | --------------- | ----------------- | ----------------- | ---------------------- | ------- | --------- | ----------- | --------- |
| 1970  | 200 000   | 450 000           | 44,4        | 28              | 6                 | 22                | 7 142                  |         | 30        | 52          |           |
| 1980  | 335 000   | 686 000           | 48,8        | 27              | 13                | 14                | 12 407                 | 1       | 18        | 64          | 16        |
| 1990  | 368 000   | 763 000           | 48,2        | 40              | 31                | 9                 | 9 200                  |         | 11        | 61          | 23        |
| 1999  | 658 000   | 1 514 000         | 43,5        | 37              | 30                | 7                 | 17 783                 |         | 11        | 72          | 27        |
| 2000  | 725 000   | 1 670 000         | 43,4        | 40              | 31                | 9                 | 18 125                 |         | 18        | 78          | 27        |
| 2001  | 918 000   | 1 670 000         | 55,0        | 36              | 25                | 11                | 25 500                 | 5       | 17        | 81          | 27        |
| 2002  | 923 000   | 1 680 000         | 54,9        | 48              | 37                | 11                | 19 229                 | 5       | 24        | 70          | 30        |
| 2003  | 930 000   | 1 675 000         | 55,5        | 57              | 37                | 20                | 16 315                 |         | 29        | 101         | 30        |
| 2004  | 1 200 000 | 2 000 000         | 60,0        | 48              | 35                | 13                | 25 000                 |         | 59        | 102         | 30        |
| 2013  | 1 218 000 | 2 016 000         | 60,4        | 46              | 36                | 10                | 26 478                 |         | 10        | 117         | 21        |
| 2016  | 1 318 924 | 2 181 416         | 60,5        | 47              | 37                | 10                | 28 062                 |         | 11        | 129         | 21        |
| 2019  | 1 449 000 | 2 397 000         | 60,5        | 47              | 37                | 10                | 30 829                 |         | 11        | 129         | 21        |
| 2021  | 1 546 200 | 2 557 800         | 60,5        | 49              | 34                | 15                | 31 555                 |         | 41        | 119         | 28        |